# District de Remedios
Le district de Remedios est l'une des divisions qui composent la province de Chiriqui, au Panama.

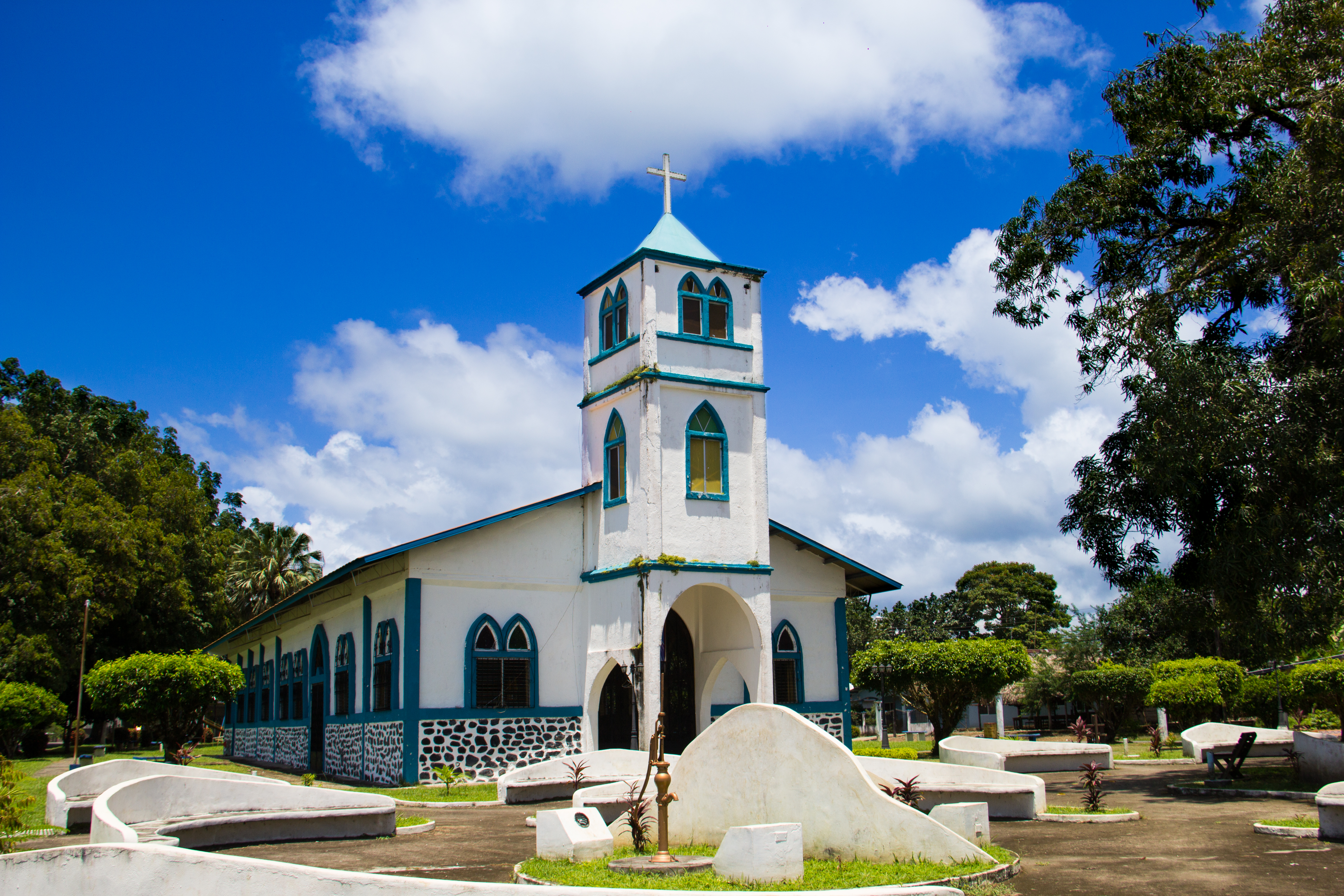

## Division politico-administrative
Elle se compose de cinq cantons :
- Remedios
- El Nancito
- El Porvenir
- El Puerto
- Santa Lucía

## Crédit d'auteurs
- (es) Cet article est partiellement ou en totalité issu de l’article de Wikipédia en espagnol intitulé « Distrito de Remedios » (voir la liste des auteurs).